# 찬란한 액션 유치원
《찬란한 액션 유치원》은 매주 월요일 탐이부, 김동찬이 다음 웹툰에서 연재하는 웹툰이다.